# المكتب العربي

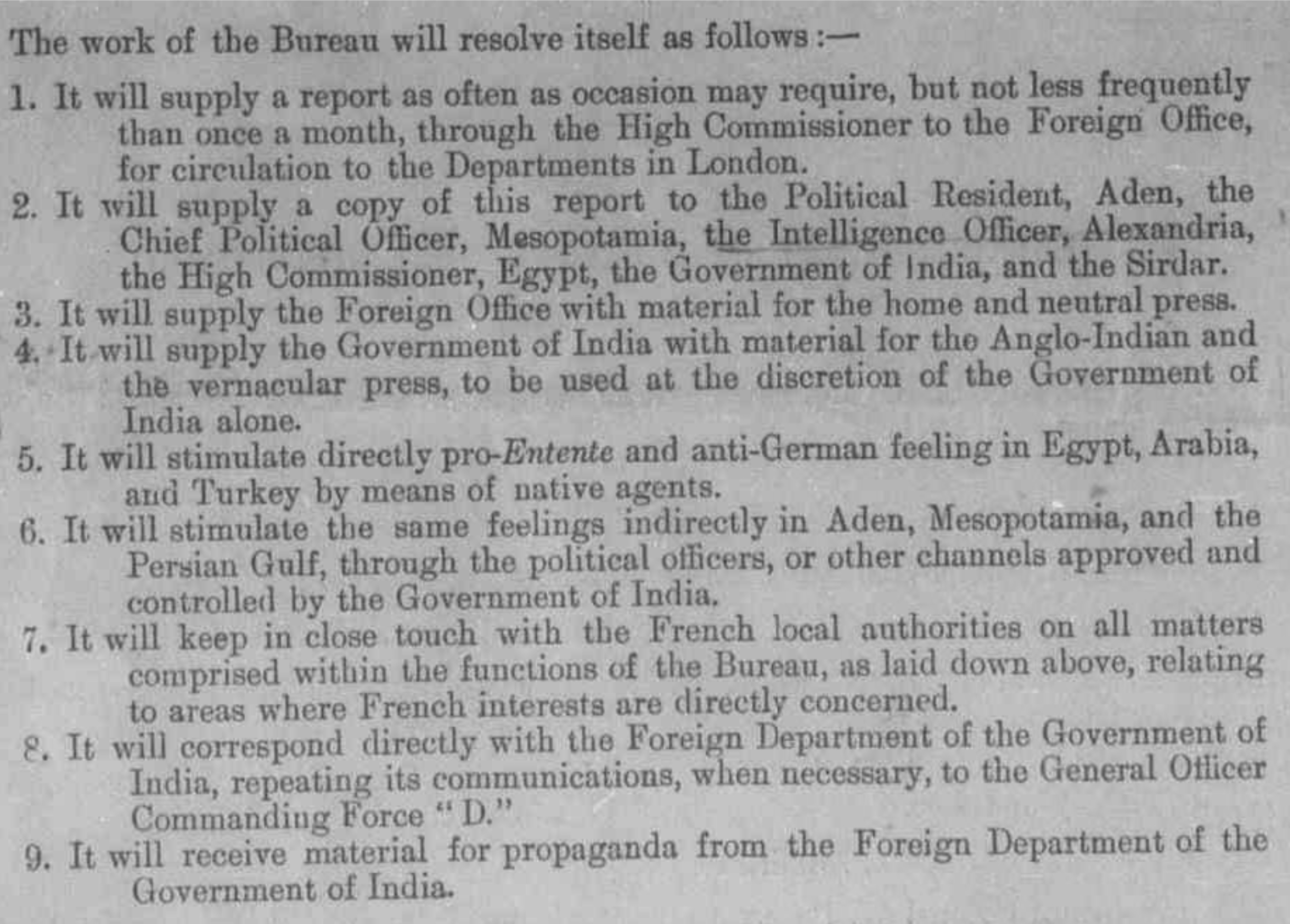
اختصاصات المكتب العربي حسب الاجتماع المشترك بين الإدارات لإنشائه في 7 يناير 1916

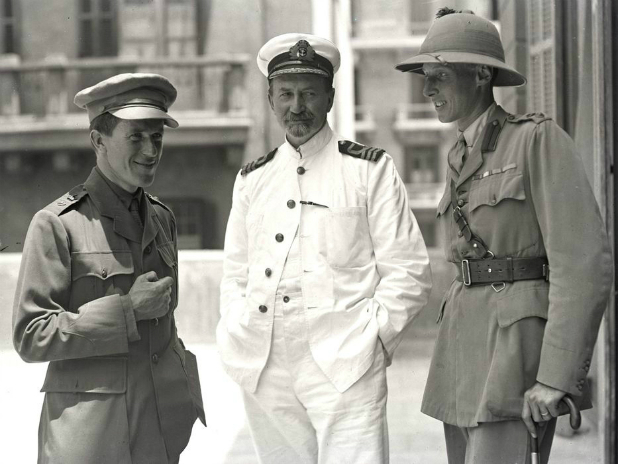
المقدم توماس إدوارد لورنس (لورنس العرب) (1888 - 1935 يسار); ديفيد جورج هوجارث (1862 - 1927) والمقدم داوني أمام المكتب العربي التابع للشؤون الخارجية البريطانية، القاهرة، مايو 1918.

المكتب العربي هو أحد أقسام المخابرات البريطانية في القاهرة أنشئ سنة 1916 أثناء الحرب العالمية الأولى وأغلق سنة 1920. وكان الغرض منه جمع ونشر الدعاية والاستخبارات حول المناطق العربية في الشرق الأوسط.
وفقًا لورقة لجنة الدفاع الإمبراطوري المؤرخة في 7 يناير 1916 تم إنشاء المكتب العربي "لتنسيق النشاط السياسي البريطاني في الشرق الأدنى ... وابلاغ المكتب الخارجي ومكتب الهند ولجنة الدفاع ومكتب الحرب والأميرالية وحكومة الهند في وقت واحد بالميل العام للسياسة الألمانية التركية."
كتب براين ويسترات في كتابه عن المكتب العربي عام 1992 أن "الوكالة تحملت بعد ذلك الكثير من اللوم على سوء معاملة بريطانيا الرهيب لسياسة الشرق الأوسط أثناء الحرب العالمية الأولى وبعدها بفترة قصيرة."

## التاريخ

### البداية
تم تشكيله بمبادرة من مارك سايكس الذي أبلغ لندن في ديسمبر 1915 أنه في جولة حديثة للشرق الأوسط من مصر إلى الهند اكتشف أن الحكومتين الألمانية والتركية توزعان على نطاق واسع الدعاية المعادية لبريطانيا في زمن الحرب لمواجهة الإمبريالية البريطانية. وقد شعر سايكس بالقلق لأن مراكز القيادة البريطانية في الشرق الأوسط كانت غير متعاونة بشكل عام وبالتالي لم تتمكن حتى الآن من إنتاج دعاية مضادة. اقترح سايكس إنشاء مكتب في لندن تحت رعايته لجمع وتصفية وتوزيع المعلومات الاستخبارية حول سياسة الشرق الأوسط الألمانية والتركية وتنسيق الدعاية لصالح بريطانيا العظمى بين المسلمين غير الهنود."

### الدعم
رحب جيلبرت كلايتون مدير المخابرات المدنية والعسكرية في مصر والسودان باقتراح سايكس. حيث اعتقد كلايتون أن هذا المكتب قد لايكتشف دعاية العدو ويواجهها فحسب، بل سيكون قادرًا على الإشراف على مجموعة أوسع من المعلومات السياسية والعسكرية المتعلقة بالشرق الأوسط، وبالتالي ينتج تقارير يسهل فهمها لإعلام صناعة السياسات في القاهرة ولندن بالأراضي العربية العثمانية.

### المعارضة
قوبل تفضيل كلايتون موقع المكتب العربي في القاهرة بمقاومة من الحكومة الهندية (تحت نائب الملك تشارلز هاردينج) ومكتب الهند (تحت إشراف وزير الدولة لشؤون الهند أوستن شامبرلين) الذين لا يريدون التدخل في سيطرتهم على المناطق حول الخليج العربي وخاصة المحافظات العراقية التي خططوا لشغلها وزراعتها لإنتاج الحبوب للهند. جلبت مكامن النفط المكتشفة حديثًا والموجودة في شمال الخليج المزيد من الاهتمام للمنطقة. لكن مدير الاستخبارات البحرية في بريطانيا الكابتن ويليام ريجنالد هال أيد اقتراح كلايتون وحث على موافقة الحكومة.

### التأسيس
كانت النتيجة حلا وسطا. ففي يناير 1916 أنشئ المكتب العربي ليكون تابع للمخابرات السودانية في القاهرة، في نهاية المطاف رداً على المفوض السامي في مصر (هنري مكماهون) الذي كان بدوره يخضع لوزارة الخارجية ووزير الخارجية للشؤون الخارجية (إدوارد غراي) ) في لندن. كان يعمل بها خبراء من الشرق الأوسط من المخابرات العسكرية الذين شاركوا كلايتون في النظرة.

### الإغلاق
كتب أرنولد ويلسون لاحقًا ما يلي:

## الموظفين
عين غيلبرت كلايتن رئيسًا للمكتب العربي. وأصبح ضابط مخابرات بحرية ديفيد هوغارث مدير المكتب بالإنابة. وكيناهان كورنواليس نائبه. أما الضباط الموظفين فكانوا: هربرت غارلاند وجورج لويد وجورج ستيوارت سايمز وفيليب جريفز وغيرترود بيل وأوبري هربرت وويليام أورمسبي غور وتوماس إدوارد لورنس والفريد جيوم وتريسي فيليبس. وفي سنة 1920 تم تعيين غارلاند مديراً تحت إمرة اللنبي المفوض السامي لمصر.

## قائمة المراجع
- سلام ما بعده سلام, ديفيد فرومكين, Avon Books, New York, 1990
- Arabian Personalities of the Early Twentieth Century with a new Introduction by روبين ليونارد بيدويل  (reprints from Bureau's  Handbooks ) The Oleander Press 1986 (ردمك 0-906672-39-2)
- Military Intelligence and the Arab Revolt: The First Modern Intelligence War , Polly Mohs, Routledge, New York, 2008
- The Arab Bureau, Bruce Westrate, Penn State Press, 1992

## وصلات خارجية
- Seikaly, Samir: Arab Bureau, in: 1914-1918-online. International Encyclopedia of the First World War.